# Вольфсон, Илья Светославович
Илья Светославович Вольфсон (род. 8 июня 1981, Казань, Татарская АССР, РСФСР, СССР) — российский политический деятель, член партии       «Единая Россия», член Государственного Совета Республики Татарстан. В 2021 году был избран в Государственную думу VIII созыва по одномандатному округу №26 от Приволжского округа Татарстана. Вошёл в состав Комитета Госдумы по строительству и ЖКХ. Предприниматель, директор и совладелец группы компаний ООО «СМУ-88» с 2016 года.

## Биография
Илья Вольфсон родился 8 июня 1981 года в Казани. В 2003 году окончил Казанский государственный технологический университет по специальности «Технология переработки пластических масс и эластомеров», устроился на работу в казанскую компанию ООО «Инкомстрой». Вначале работал старшим менеджером, в 2005 году повышен до заместителя директора компании. В 2007 году стал заместителем директора группы компаний «Сити Строй», впоследствии — её совладельцем.
В 2016 году Вольфсон стал директором и совладельцем группы компаний ООО «СМУ-88». К 2023 году, по данным «СПАРК», продолжает оставаться её основным владельцем. В 2019 году получил второе высшее образование, окончив Казанский государственный архитектурно-строительный университет по специальности строительство.
13 сентября 2015 года Вольфсон был избран по списку партии «Единая Россия» в Казанскую городскую думу III созыва, в сентябре 2019 года — в Государственный совет (Законодательное собрание) Республики Татарстан VI созыва. 19 сентября 2021 года был избран депутатом Государственной думы VIII созыва по Приволжскому одномандатному избирательному округу № 26. По результатам голосования он набрал 62,25 % голосов, второе место получил коммунист Фадбир Сафин с 11,05 % голосов.
Из-за поддержки российской агрессии и нарушения территориальной целостности Украины во время российско-украинской войны находится под персональными международными санкциями разных стран: всех государств Евросоюза, Великобритании, США, Канады, Австралии, Японии, Новой Зеландии, Украины.
Вольфсон женат, воспитывает сына и дочь.

## Награды
- Знак отличия «За труд и доблесть на благо Казани» (2019 год).
- Заслуженный строитель Республики Татарстан (2021)[7].